# Spaans rugby sevensteam (vrouwen)
Het Spaanse rugby sevensteam is een team van rugbyers dat Spanje vertegenwoordigt in internationale wedstrijden.

## Wereldkampioenschappen
De beste prestatie was vierde in 2013.
- WK 2009: 7e
- WK 2013: 4e
- WK 2018: 5e

## Olympische Zomerspelen
Spanje won tijdens de Olympische Zomerspelen 2016 de tiende plaats.
- OS 2016: 7e
- OS 2020: niet geplaatst